# Ивошевци
Ивошевци су насељено мјесто код Кистања, у сјеверној Далмацији. Припадају општини Кистање у Шибенско-книнској жупанији, Хрватска. Према попису становништва из 2011. године у насељу је живело 360 становника. Према прелиминарним подацима са последњег пописа 2021. године у месту је живело 255 становника.

## Географија
Ивошевци се налазе око 8 км сјевероисточно од Кистања. Смјештени су на десној обали Крке, у области званој Буковица.

## Историја
До територијалне реорганизације у Хрватској насеље се налазило у саставу бивше велике општине Книн. Ивошевци су се од распада Југославије до августа 1995. године налазили у Републици Српској Крајини. У хрватској војној операцији Олуја, место је етнички очишћено, а народ протеран.
У Ивошевцима се налази храм Српске православне цркве Св. Јована Крститеља из 1937. године. Ту су и остаци старог римског логора Бурнум.

## Становништво
Према попису из 1991. године, Ивошевци су имали 977 становника, од тога 956 Срба, 3 Југословена, 1 Хрвата и 17 осталих. Према попису становништва из 2001. године, насеље је имало 359 становника. Део избеглих Срба се вратио. Ивошевци су према попису из 2011. године имали 360 становника и били су углавном насељени Србима повратницима.
| Национални састав према попису из 1991.‍ | Национални састав према попису из 1991.‍ | Национални састав према попису из 1991.‍ | Национални састав према попису из 1991.‍ | Национални састав према попису из 1991.‍ |
| --------------------------------------- | --------------------------------------- | --------------------------------------- | --------------------------------------- | --------------------------------------- |
|                                         |                                         |                                         |                                         |                                         |
| Срби                                    | Срби                                    |                                         | 956                                     | 97,85%                                  |
| Југословени                             | Југословени                             |                                         | 3                                       | 0,30%                                   |
| Грци                                    | Грци                                    |                                         | 1                                       | 0,10%                                   |
| Словенци                                | Словенци                                |                                         | 1                                       | 0,10%                                   |
| Хрвати                                  | Хрвати                                  |                                         | 1                                       | 0,10%                                   |
| остали                                  | остали                                  |                                         | 1                                       | 0,10%                                   |
| неопредељени                            | неопредељени                            |                                         | 2                                       | 0,20%                                   |
| регион. опр.                            | регион. опр.                            |                                         | 3                                       | 0,30%                                   |
| непознато                               | непознато                               |                                         | 9                                       | 0,92%                                   |
| укупно: 977                             |                                         |                                         |                                         |                                         |

| Националност       | 1991. | 1981. | 1971. | 1961. |
| Срби               | 956   | 968   | 1.307 | 1.067 |
| Југословени        | 3     | 98    | 5     |       |
| Хрвати             | 1     | 3     | 1     | 10    |
| остали и непознато | 17    | 16    | 8     | 2     |
| Укупно             | 977   | 1.085 | 1.321 | 1.079 |

| Демографија | Демографија | Демографија |
| Година      | Становника  | Становника  |
| ----------- | ----------- | ----------- |
| 1961.       | 1.079       |             |
| 1971.       | 1.321       |             |
| 1981.       | 1.085       |             |
| 1991.       | 977         |             |
| 2001.       | 359         |             |
| 2011.       | 360         |             |

### Родови
У Ивошевцима су до 1995. године живели родови:
Православци
Бунчићи, славе Св. Јована; Вујасиновићи, славе Св. Стефана; Грчићи, славе Св. Николу; Дражете, славе Св. Стефана; Корлати, славе Св. Николу; Королије, славе Св. Јована; Кутлаче, славе Ђурђевдан; Манојловићи, славе Ђурђевдан; Масникосе, славе Ђурђевдан; Медићи, славе Ђурђевдан, славе Ђурђевдан; Милиновићи, славе Св. Николу; Николићи, славе Ђурђевдан; Петројевићи; Рашићи, славе Св. Луку; Рељићи, славе Св. Стефана; Ступари, славе Суботу Св. Лазара; Тишме, славе Св. Јована; Траживуци, славе Св. Јована; Угрчићи, славе Св. Николу.